# Gasmata
Gasmata es una población localizado al sur de Nueva Bretaña, en la provincia de Nueva Bretaña del Oeste. Se construyó durante la Segunda Guerra Mundial un aeródromo japonés, todavía hoy en funcionamiento. En marzo de 1942 diez prisioneros de guerra australianos fueron ejecutados, cometiendo así un crimen de guerra. Desde este momento, los aliados bombardearon la zona en una serie de operaciones.